# Nataliya Chernetska
Nataliya Chernetska est une joueuse de volley-ball ukrainienne née le 30 avril 1985 à Ternopil. Elle mesure 1,83 m et joue au poste de passeuse. 

## Clubs
| Club                 | De        | À         |
| -------------------- | --------- | --------- |
| Galytchanka Ternopil | 2002-2003 | 2010-2011 |
| Khimik Youjne        | 2011-2012 | 2011-2012 |
| VK Severodontchanka  | 2012-2013 | 2013-2014 |
| Galytchanka Ternopil | 2014-2015 | …         |

## Palmarès
- Championnat d'Ukraine
  - Vainqueur : 2010.
  - Finaliste : 2006, 2014.
- Coupe d'Ukraine
  - Finaliste : 2005, 2006, 2010, 2012, 2014.